# M.S. Subbulakshmi
Madurai Shanmukhavadivu Subbulakshmi, znana jako M.S. Subbulakshmi lub M.S.S. (ur. 16 września 1916 w Maduraj, zm. 11 grudnia 2004 w Ćennaj) – indyjska śpiewaczka klasyczna (muzyka karnatyjska).
Kształciła się w muzyce karnatyjskiej pod kierunkiem Srinivasy Iyera, a także w innej odmianie indyjskiej muzyki klasycznej, Hindustani, pod kierunkiem Pandit Narayan Rao Vyas. Jako 17-latka debiutowała w Akademii Muzycznej w Madrasie. Zyskała sławę jako aktorka, najbardziej znaną rolą była Bhakhta Meera w Meera (1945); w filmie tym wykonała słynny utwór Meera bhajans. Śpiewała w wielu językach – hindi, bengali, gujarati, tamilskim, malajalam, telugu, sanskrycie i kannada. Była kulturalnym ambasadorem Indii, występowała w Londynie (Royal Albert Hall), Nowym Jorku (Carnegie Hall, siedziba ONZ w 1966), Kanadzie, Moskwie (na festiwalu kultury Indii w 1987). Wśród jej wiernych słuchaczy znaleźli się m.in. Mahatma Gandhi i Jawaharlal Nehru, który nazwał ją królową muzyki.
Była pierwszą śpiewaczką, wyróżnioną najwyższym cywilnym odznaczeniem Indii Orderem Bharat Ratna (1998). Została również odznaczona Orderem Padma Vibhushan (1975) i Orderem Padma Bhushan (1954). W 1974 otrzymała Nagrodę Magsaysaya w kategorii „służba publiczna”.